# 廖國敏
廖國敏（英語：Lio Kuokman）是一名澳門指挥家，現任香港管弦樂團（港樂）駐團指揮、澳門樂團音樂總監兼首席指揮，及澳門國際音樂節節目總監，澳門室內樂協會創會主席。

## 生平
廖國敏出生於澳門，畢業於香港演藝學院，以一級榮譽考獲钢琴演奏學士學位。隨後前往美国茱莉亞學院鋼琴演奏碩士，再赴柯蒂斯音樂學院、新英格兰音乐学院深造。
他在2014年獲美國費城交響樂團委任為助理指揮，為該團史上首位駐團華人指揮。2020年成為香港管弦樂團駐團指揮，自2023-24樂季起由擔任澳門樂團音樂總監兼首席指揮。同時，廖國敏為澳門室內樂協會創會主席，致力於向澳門大眾推廣室內音樂。
廖國敏在音樂舞台上屢獲殊榮。2014年，他在法国巴黎舉行的國際史雲蘭諾夫指揮大賽（Evgeny Svetlanov International Conducting Competition）中獲得亞軍（冠軍從缺）、觀眾大獎及樂團大獎三個獎項，並獲澳門特區政府頒授文化功績勳章。在2021年曾被選為「香港十大傑出青年」，並在2022年獲頒第16屆香港藝術發展獎之「藝術家年獎」，被香港特區政府委任太平紳士等。

## 演出經歷

### 合作對象
廖國敏被《費城詢報》 稱為「令人矚目的指揮奇才。」他活躍於國際音樂舞台，是多國交響樂團的合作對象，包括：维也纳交响乐团、圖盧茲國家交響樂團、美國底特律交响乐团、法國國家電臺管弦樂團、馬賽歌劇院樂團、韓國首爾愛樂樂團、日本NHK交響樂團、廣島交響樂團、東京都交響樂團、京都市交響樂團、俄羅斯國家交響樂團、莫斯科爱乐乐团、拉脫維亞國家交響樂團等。另外，他也曾在澳門音樂節、韓國平昌音樂節、法國兰斯古典音樂節等音樂節中參與演出。

### 合作作品
廖國敏參與過不少歌剧曲目製作，近期的是與台中歌劇院合作的《塞維亞理髮師》。其他的則包括《波西米亞人》、《愛情靈藥》、《小丑》、《杜蘭朵》、《弄臣》、《蝴蝶夫人》、《卡門》等。

## 外部連結
- 官方网站
- 廖國敏的Facebook專頁
- 廖國敏的Instagram帳戶
- YouTube上的廖國敏頻道
- 個人小紅書
- 廖國敏的新浪微博